# Сирбиладзе, Тамуна
Тамуна Сирбиладзе (нем. Tamuna Sirbiladze, груз. თამუნა სირბილაძე; 12 февраля 1971 — 2 марта 2016) — художница из Вены.

## Биография
Сирбиладзе родилась в Тбилиси в Грузии. Изучала искусство в Тбилисской государственной академии художеств (1989–1994) в Грузии, а затем в Академии изящных искусств в Вене (1997–2003) и Школе изящных искусств Слэйд в Лондоне (англ. Slade School of Fine Art), 2003. Была вдовой коллеги-художника Франца Веста (1947–2012) и сотрудничала с Вестом в ряде проектов.
Тамуна Сирбиладзе умерла в Вене в возрасте 44 лет от рака.